# 리투아니아 여자 축구 국가대표팀
리투아니아 여자 축구 국가대표팀은 리투아니아를 대표하는 여자 축구 대표팀으로 리투아니아 축구 연맹에서 관리한다. 유럽 여자 축구 최약체로 평가받고 있는 팀들 중 하나로 1993년 8월 15일 덴마크와의 국제 경기 데뷔전에서 0-11로 대패했다.

## 국제 대회 경력
FIFA 여자 월드컵과 UEFA 유럽 여자 축구 선수권 대회 그리고 하계 올림픽 축구 본선 기록이 전무하며 여자 발틱컵에서는 4번의 우승컵을 들어올렸고 12번의 준우승을 차지했다.

## 성적

### FIFA 여자 월드컵
- 1991년 ~ 2011년: 불참
- 2015년 ~ 2023년: 예선 탈락

### 올림픽 축구
- 1996년 ~ 2012년: 불참

### UEFA 유럽 여자 축구 선수권 대회
- 1984년: 불참
- 1987년: 불참
- 1989년: 불참
- 1991년: 불참
- 1993년: 불참
- 1995년: 예선 탈락
- 1997년: 불참
- 2001년: 불참
- 2005년: 불참
- 2009년: 예선 탈락
- 2013년: 예선 탈락

## 같이 보기
- 리투아니아 축구 국가대표팀